# Ramal Chillán-Recinto
El Ramal Chillán-Recinto también conocido como Tren Chico, fue una vía férrea de trocha angosta, ubicada en la actual Región de Ñuble, Chile. Su trazado conectaba a la ciudad de Chillán con la localidad de Recinto, uniendo a la entonces capital de la Provincia de Ñuble con los poblados cercanos a los Nevados de Chillán, como Coihueco y Pinto.

## Historia
La idea de crear un ferrocarril que uniera la ciudad de Chillán con las Termas de Chillán nace de la mano del intendente de la provincia de Ñuble, don Vicente Méndez Urrejola. Durante la presidencia de José Manuel Balmaceda se inicia el proyecto, y para 1888 el Ministerio de Obras autoriza a Francisco Fischer para iniciar estudios topográficos.
Las etapas de construcción del ferrocarril se dieron inicio con su primer tramo en 1911 entre Chillán y Pinto y en 1916 el tramo de Pinto a Recinto, faltando solo 30 kilómetros para llegar a las Termas de Chillán. El tren alcanzó notoriedad en 1930 al viajar en él Carlos Ibáñez del Campo, quien se dirigía al famoso Congreso Termal.
Otros ilustres pasajeros fueron Arturo Alessandri Palma, en calidad de Presidente de la República en 1934, y Gabriel González Videla, también investido como presidente, junto a su familia.
En 1941 se terminó de construir la variante en el km. 57 de la vía férrea.
El 28 de marzo de 1957, aparecía en el periódico La Discusión el decreto que anunciaba el levantamiento de la línea. El tren realizó su último recorrido transportando sus propias líneas y bienes, dando término así a medio siglo de progreso a las comunas de Pinto, Coihueco y Chillán. Las estaciones del ramal, mediante la Ley 14999 de 1962, fueron transferidas al Ministerio de Educación para ser convertidas en escuelas rurales.

## Recorrido
- Estación Chillán: Existente y habilitada para el uso de ferrocarriles del Tren Chillán-Estación Central
- Estación Santa Elvira: Se encontraba ubicada en la intersección de calle Cinco de abril con Avenida Ecuador, a un costado del Barrio Santa Elvira.[6]
- Estación General Lagos: Ubicada en la localidad de General Lagos, de la comuna de Chillán.
- Estación Talquipén: Ubicada en la localidad de Talquipén, comuna de Coihueco. Actualmente sus instalaciones fueron utilizadas para la creación de una escuela.[7]
- Estación Coihueco: Ubicada en la localidad de Coihueco, comuna homónima.
- Estación Niblinto: Ubicada en la localidad de Niblinto, al norte de Coihueco, actualmente su estructura es usada por una escuela local.
- Estación Pinto: Ubicada en el sector de Estación Pinto, a un kilómetro del pueblo de Pinto, en la comuna homónima.
- Estación Esperanza: Ubicada cercana al puente ferroviario homónimo que cruza el río Chillán, en la comuna de Pinto
- Estación Recinto: Ubicada en la localidad de Recinto, comuna de Pinto

## Proyectos
La extensión de la línea ferroviaria, derivó a analizar la posibilidad de extensión de este ramal. El primer proyecto fue la extensión desde Recinto hacia la localidad de Las Trancas, cerca de las Termas de Chillán, sin embargo no fueron ejecutados. Un segundo proyecto contempló la extensión de la línea férrea desde Niblinto hacia San Fabián de Alico, cruzando a la localidad de Rincón de los Sauces, Argentina.